# Protestes mineres peruanes del 2021-2022
El 23 de juliol de 2021, després de la victòria electoral de Pedro Castillo, comunitats mineres de prop de la mina de coure de Las Bambas van bloquejar la carretera utilitzada per transportar el coure. Els manifestants van afirmar que les comunitats locals veien pocs beneficis de la riquesa generada per la mineria.

## Rerefons
La mina de Las Bambas és una de les mines més grans del Perú i produeix el 2% del coure del món. A més, les protestes van posar a prova la promesa de campanya de Castillo de donar suport a la redistribució de la riquesa minera amb les comunitats locals. L'any 2015, la mina de coure Las Bambas va viure grans protestes, que van provocar la mort de 3 persones i 17 ferits. El 2020 va arribar una altra onada de vagues, que va obligar a MMG Limited, l'empresa xinesa propietària de la mina, a declarar la força major en alguns contractes.

## Intents de resolució

### Setembre del 2021
Per resoldre les noves onades de protestes, una delegació encapçalada pel llavors primer ministre Guido Bellido va arribar a Tambobamba el 17 de setembre de 2021. El primer ministre es va comprometre a negociar una solució entre les comunitats mineres i MMG Limited en un termini de dos mesos. Tot i això el descontentament per la manca de progrés va anar creixent entre els miners i dues setmanes després van reprendre la vaga.
El 30 de setembre es va arribar a una altra treva. Posteriorment el ministre de Mines, Iván Merino, va afirmar que la causa dels aldarulls a la mina de coure de Las Bambas va ser en part la decisió de l'empresa minera de dependre d'un carretera de terra per al transport. Merino va afirmar que fer servir una carretera de terra augmenta la tensió, ja que mostra la gran disparitat entre la riquesa extreta de la mina i les condicions de vida dels treballadors, i va demanar la construcció d'una línia de tren. Merino també va assenyalar que les tensions no es limitaven a la mina de coure de Las Bambas, sinó que hi havia tensions arreu del país.

### Octubre del 2021
Els manifestants van advertir que si abans del 5 d'octubre no s'arribava a un acord, reprendrien el tall de la carretera. El líder de la província de Chumbivilcas va acusar el govern de Castillo de mantenir el mateix sistema que els governs anteriors, mentre que l'alcalde de Haquira va qualificar el diàleg que estava en marxa de "broma". Els líders de Chumbivilca van reclamar una carretera millor, compensacions per l'ús del sòl, cessions d'impostos i llocs de treball per als locals. Mentrestant, els líders de Cotabambas van demanar una nova reunió per discutir com redistribuir millor els impostos del coure. Els manifestants també van criticar els camions que recorren cada dia la carretera de terra i escampen pols que arruïna els seus conreus. Els líders van dir que qualsevol comunitat podria tornar a bloquejar la carretera.
MMG Limited va afirmar que respecta el dret de protesta, però que les protestes no haurien d'afectar els altres, ni a la lliure circulació per les carreteres o violar de l'estat de dret. També van afirmar que havien fet diverses propostes als manifestants, com ara "incloure empreses locals a la cadena de valor, activitats per al desenvolupament i equipament agrícola, cadenes productives, millora de pastures, campanyes zoosanitàries, programes d'intercanvi internacional per als joves, implementació de l'emprenedoria en organitzacions comunitàries de dones, entre d'altres". MMG Limited va acusar els manifestants de trencar el diàleg i va advertir que podrien haver de paralitzar les seves operacions "completament" a causa de les protestes.
El 5 d'octubre de 2021, el govern del Perú va comunicar que havia arribat a un acord entre els manifestants i MMG Limited. L'empresa es comprometia a contractar residents de Chumbivilcas per oferir serveis a la mina, com ara el transport de minerals i el manteniment de vies de trànsit clau. Mentrestant, les negociacions amb Cotabambas seguien en marxa.
Casualment també el 5 d'octubre, 200 manifestants indígenes es van apropiar una estació del gasoducte propietat de Petroperú, la petroliera estatal del Perú. També el mateix dia els manifestants de l'província d'Espinar van bloquejar una carretera clau de la mina de coure Antapaccay de Glencore. Els manifestants d'Espinar van declarar que es manifestaven tant contra l'empresa com contra el govern, dient que reclamaven la dimissió del llavors primer ministre Guido Bellido. L'endemà el primer ministre Bellido va dimitir. El 8 d'octubre, els manifestants d'Espinar van anunciar que havien arribat a un acord per iniciar les negociacions amb la mina d'Antapaccay, aturant així les protestes.
El 18 d'octubre del 2021, els manifestants de Cotabambas van anunciar una "vaga preventiva" de 24 hores. El 19 d'octubre, els manifestants de Cotabambas van anunciar una vaga indefinida, bloquejant una vegada més la carretera que utilitza la mina de coure Las Bambas. Els manifestants van demanar que Castillo es comprometés a continuar el diàleg i que la primera ministra Mirtha Vásquez visités la zona. Les protestes es van estendre ràpidament per Áncash, Loreto i el sud d'Ayacucho. El 27 d'octubre de 2021, Vásquez va anar a Cotabambas i va dir que "restabliria el diàleg i la pau".
El 28 d'octubre les protestes van tornar a cessar. El govern va anunciar que havia arribat a sis acords que feien que la mina de Las Bambas es comprometés a pagar drets de mineria a les comunitats locals a partir del 2022. Tot i això, el contracte de Las Bambas estableix que ha de pagar el drets de mineria sobre els beneficis, però com que la mina no havia reportat benefici no va pagar res.
Tot i això, aquell mateix dia més tard van esclatar violentes protestes a Áncash i al sud d'Ayacucho contra la mina d'Antamina. Es van incendiar diverses oficines, inclosa la seu central de la mina, després d'un enfrontament amb la policia. El Consell de Ministres va anunciar que enviaria representants a Ayacucho per negociar amb els manifestants i les protestes es van aturar.

### Novembre de 2021
El 9 de novembre els manifestants van tornar a bloquejar la carretera de transport de la mina Las Bambas. Victor Limaypuma, president del Front de Defensa de Cotabambas, va afirmar que el govern i la companyia minera no havien enviat cap alt representant per a les converses programades. Limaypuma va afirmar que el bloqueig de la mina de Las Bambas duraria 48 hores i que la mina Las Bambas havia portat contaminació a la zona i poc desenvolupament econòmic.
El 17 de novembre la petrolera estatal Petroperú va anunciar que havia evacuat una de les seves estacions petrolieres a la selva amazònica després que la comunitat indígena Saramuro donés a la companyia un ultimàtum de 72 hores per abandonar la instal·lació. A més va anunciar que l'estació petroliera, que transportava petroli a la costa, havia cessat les seves operacions des de principis d'octubre a causa de les protestes. Els manifestants, armats amb llances, comptaven amb el suport de la Federació Nativa Awajún Río Apaga (FENARA) i els Pobles Afectats per l'Activitat Petrolera (PAAP).
El 20 de novembre la primera ministra Mirtha Vásquez va declarar que 4 mines de la regió d'Ayacucho no rebrien cap pròrroga en els seus terminis d'operació i que les mines es tancarien tan aviat com fos possible per motius ambientals. Els grups d'interès empresarial i miner van criticar durament aquesta decisió. A més, els veïns de Chumbivilcas van tornar a tallar la via clau que utilitzava la mina de coure Las Bambas, en considerar que l'empresa minera no havia complert els seus compromisos i va demanar un nou diàleg amb el govern i la companyia minera.
El 22 de novembre el Comitè de Lluita Central d'Ayacucho (CLCA) va donar suport a la primera ministra Vásquez, dient: "[…] el conflicte miner ambiental que arrosseguem des de fa més de 10 anys. En aquest sentit, creiem que l'actual govern, a través de la primera ministra, no ha fet res estrany, sinó que ha escoltat i atès les poblacions afectades per la contaminació de la mina”. El CLCA va acusar la contaminació minera d'eliminar la biodiversitat a la conca del Huanca Huanca i la conca del riu Sangonera, i d'afectar negativament a més de 50.000 camperols i productors agrícoles. L'anunci es va fer després de les crítiques a Vásquez per la seva decisió de tancar 4 mines a la regió d'Ayacucho.
El 23 de novembre els manifestants de Chumbivilcas van exigir que la mina de coure Las Bambas donés feina als residents en el transport de concentrat de mineral, conduint furgonetes de transport i fent el manteniment dels micropaviments. El representant de la protesta, Víctor Villaack, va reconèixer que aquestes demandes no formaven part de l'acord del 5 d'octubre negociat amb el govern de Bellido, però va afirmar que les "quantitats irrisories" que s'oferien com a pagament havien molestat les comunitats locals. Va dir que als locals se'ls oferia 300 dòlars al mes per conduir una furgoneta i 2.000 dòlars al mes per al transport de concentrat. Villaack també va reclamar a través del seu advocat que els proveïdors actuals rebien 3.500.000 dòlars per viatge de transport de concentrat i va acusar l'empresa minera d'intentar dissuadir els residents de convertir-se en proveïdors.
El 25 de novembre les comunitats de la regió d'Ayacucho van dir que reprendrien les protestes si l'Administració Castillo incomplia la seva promesa de tancar les mines. La primera ministra Mirtha Vásquez havia anunciat que no es donarien pròrrogues a les mines, que s'acostaven a la data de tancament, i que es tancarien el més aviat possible. Tot i això, Vásquez després va suavitzar el seu to, i va dir que les mines podrien demanar una pròrroga de les seves dates d'explotació, i que no hi hauria tancaments "unilaterals".

## Aturades de producció
El 3 de desembre la mina de coure Las Bambas, de MMG Limited, va anunciar que aturaria la producció de coure a partir de mitjans de desembre a causa dels bloquejos de carreteres. Eduardo González Toro, el ministre d'Energia i Mines, va dir que el govern no havia estat informat de la possible aturada i que espera que l'empresa "continuï treballant en benefici de les comunitats". Els executius de MMG van instar el govern a asfaltar la carretera a mitjà termini i a construir un ferrocarril a llarg termini. Tot i que Castillo ha donat suport al tren, s'espera que tingui un cost de 9.200 milions de dòlars i que comenci a operar com a molt aviat el 2028. Abans de l'adquisició per part de MMG Limited de la mina de coure Las Bambas, hi havia hagut un pla per construir un gasoducte de mineral, però el responsable d'afers corporatius de Las Bambas va dir que "el que ens diuen les famílies locals és que un gasoducte mineral afectaria negativament la zona, perquè deixarien d'existir tots els negocis associats al transport (de coure)." Després d'un mes de treva i negociacions, el juliol del 2022 les comunitats locals es van negar a signar una pròrroga quan va expirar la treva amb els líders locals de la protesta, afirmant que no s'havia avançat gens en el compliment de les seves demandes o en el compliment dels compromisos anteriors assumits per l'empresa.